# Amauris semifascia
Amauris semifascia är en fjärilsart som beskrevs av Talbot 1941. Amauris semifascia ingår i släktet Amauris och familjen praktfjärilar. Inga underarter finns listade i Catalogue of Life.